# 清家麻里奈
清家 麻里奈（せいけ まりな、1992年8月19日 - ）は、日本のファッションモデル。所属事務所は株式会社アルテット（アルテットマネジメント）。身長168cm。血液型はA型。兵庫県出身・在住。本名：清家 麻里奈（せいけ まりな）。

## 概要
高校在学中にAfes model agencyに所属。
2011年4月、神戸親和女子大学へ進学。
2015年神戸親和女子大学発達教育学部児童教育学科を卒業。同時に、幼稚園教諭一種免許状を取得。
配信アプリPocochaでもライバーとして活躍中。

## 出演

### テレビ
- 「村上マヨネーズのツッコませて頂きます!」（2014年4月 - 2021年9月、関西テレビ） - なんでやねんガールズ（レギュラー）[2]
- 「にっぽん城紀行」（2016年、関西テレビ）[3]
- 「私の年下王子さま」（2018年7月7日 - 9月29日、AbemaTV） - 年上女子 役

### CM
- 「USJ」 - テレビCM
- 「OPA」 - テレビCM

### 舞台
- Theater Project Koa「夕」（2017年2月10日・11日、梅田・HEP HALL） - 主演[4]
- 『大阪俳優市場2017春』「ゴースト・デート」Cキャスト（2017年3月24日 - 26日、弁天町・世界館）- ヒロイン
- Theater Project Koa「歌姫」Bチーム（2018年2月11日・12日、梅田・HEP HALL） - 主演
- STYLISH FLOWERS「こちらトゥルーロマンス株式会社」（2018年9月13日 - 17日、in→dependent theatre 2nd） - 徳永 役[5]
- アリスインプロジェクト「アリスインデッドリースクール楽園・大阪[6]」（2019年2月27日・28日、in→dependent theatre 2nd） - 柏村香 役[7]
- Theater Project Koa Act.9 「イントレランスの祭」（2020年11月28日・29日、DAIHATSU 心斎橋角座）[8]
- 「贋作　罪と罰」（2021年11月20日・21日、YES THEATER）- B公演：妹「智」役、A公演：別役 （ダブルキャスト）

### 映画
- プリズナーズ・オブ・ゴーストランド Prisoners of the Ghostland（2021年10月8日公開、アメリカ） [9]

### ショー
- 関西コレクション
- 神戸コレクション
- 京都ファッションカンタータ
- 日本女子博覧会
- 水都大阪ミナミ　フェスティバル
- なんばファッションフェスティバル
- 三宮コレクション
- なんば高島屋ショー
- 神戸旧居留地　大丸ファッションショー
- HEP FIVEファッションショー
- ブリーゼブリーゼ　ファッションショー
- チカコレ
- ヨウジヤマモトファッションショー
- ワコール
- 三愛水着ショー
- 御堂筋ビューティコレクション
- Greenpath Festival
- TOA　ヘアショー
- キラリア　クローサー
- マロニエ専門学校ショー
- 大阪モード学園ショー
- バンタンデザイン専門学校ショー
- クラウディア展示会
- ステファネル展示会
- ACCENT展示会

### 広告
- ニッセン
- 千趣会ベルメゾン
- イオンモール
- ワコール

### 雑誌
- ゼクシィ
- Lei Wedding
- ぐるナビウェディング